# McClusky (Dacota do Norte)
McClusky é uma cidade localizada no estado norte-americano de Dacota do Norte, no Condado de Sheridan. A cidade foi fundada em 1905. É a sede de condado de Sheridan.

## Demografia
Segundo o censo norte-americano de 2000, a sua população era de 415 habitantes.
Em 2006, foi estimada uma população de 337, um decréscimo de 78 (-18.8%).

## Geografia
De acordo com o United States Census Bureau tem uma área de 1,0 km², dos quais 1,0 km² cobertos por terra e 0,0 km² cobertos por água. McClusky localiza-se a aproximadamente 586 m acima do nível do mar.

## Localidades na vizinhança
O diagrama seguinte representa as localidades num raio de 40 km ao redor de McClusky.